# Die sündigen Engel
Die sündigen Engel è un film televisivo del 1962, diretto da Ludwig Cremer e tratto dal racconto Il giro di vite di Henry James.

## Trama
Una donna, assunta per fare da educatrice a due bambini rimasti orfani, Flora e Miles, inizia a sospettare che i due piccoli siano perseguitati dagli spettri della precedente educatrice e del suo amante.

## Produzione
Peter Gan tradusse in tedesco la sceneggiatura tratta dal racconto di James che James Costigan aveva scritto nel 1959 per l'episodio "The Turn of the Screw" della serie Startime.